# Editorial Universitaria (UNAH)
La Editorial Universitaria de la UNAH es una editora encargada de publicar diverso tipo de material educativo y cultural como libros y revistas, y de distribuirlos dentro y fuera de la Universidad Nacional Autónoma de Honduras (UNAH) con precios ajustados al presupuesto de un o una estudiante universitario/a promedio. 
Actualmente su Director es el Ph.D. Carlos Eduardo Ordóñez Ordóñez, poeta, escritor y cineasta. 

## Historia
Fue fundada en la Universidad Nacional Autónoma de Honduras (UNAH) en Tegucigalpa en 1958 por el escritor y político Óscar Acosta y el entonces rector de la UNAH, Lisandro Gálvez. Desde entonces la Editorial Universitaria ha reproducido obras de escritores destacados de Honduras como Ramón Rosa, Rafael Heliodoro Valle, Lucila Gamero de Medina, Ramón Amaya Amador, Froylán Turcios, entre otros.
También publica libros de los y las catedráticos/as y de los y las estudiantes de la UNAH, tanto de la Ciudad Universitaria como de los centros universitarios regionales.
En 2015, la Editorial Universitaria fue la sede de la entrega del Premio Centroamericano y del Caribe de Novela Roberto Castillo, siendo un libro de esta editorial el ganador de esa edición, Los días y los muertos del escritor hondureño Giovanni Rodríguez.